# دینش دیبوس
دینش دیبوس (انگلیسی: Dénes Dibusz؛ زادهٔ ۱۶ نوامبر ۱۹۹۰) بازیکن فوتبال اهل مجارستان است.
از باشگاه‌هایی که در آن بازی کرده‌است می‌توان به باشگاه فوتبال فرنتس‌واروش اشاره کرد.
وی همچنین در تیم ملی فوتبال مجارستان بازی کرده‌است.